# 1948 في إسرائيل
فيما يلي قوائم الأحداث التي وقعت خلال عام 1948 في إسرائيل.

## أحداث
- 9 نوفمبر – عملية شموني
- 1 يناير – هجرة اليهود من الدول العربية والإسلامية
- 22 فبراير – تفجيرات شارع ابن يهودا

## سياسة

### تعيين في المنصب
- 14 مايو – دافيد بن غوريون رئيس إسرائيل، وزير الدفاع الإسرائيلي  [لغات أخرى]‏،رئيس وزراء إسرائيل.
- 15 مايو – موشيه شاريت وزير الخارجية الإسرائيلي  [لغات أخرى]‏.

### انتهاء فترة المنصب
- 16 مايو – دافيد بن غوريون رئيس إسرائيل.

## مواليد

### يناير
- 28 يناير – شمعون أولمان عالِم حاسوب إسرائيلي.

### مارس
- 24 مارس – شراغا بار لاعب كرة قدم إسرائيلي.

### مايو
- 8 مايو – خليل جهشان

### يونيو
- 2 يونيو – روني بار أون سياسي إسرائيلي.
- 12 يونيو – يوسي بيلين سياسي إسرائيلي.

### يوليو
- 16 يوليو – بنحاس تسوكرمان
- 29 يوليو – مائير شاليف كاتب إسرائيلي.

### أغسطس
- 1 أغسطس – آفي آراد
- 7 أغسطس – دان حالوتس
- 19 أغسطس – أفيهو ميدينا مغني إسرائيلي.

### ديسمبر
- 8 ديسمبر – بيني موريس مؤرخ إسرائيلي.
- 10 ديسمبر – أبو العباس سياسي فلسطيني.

## وفيات

### يناير
- 1 يناير – يوسف العيسى (مواليد 1870)

### أبريل
- 8 أبريل – عبد القادر الحسيني (مواليد 1907)

### أكتوبر
- 16 أكتوبر – مودي آلون (مواليد 1921) عسكري إسرائيلي.